# Tour do Rio
O Tour do Rio é uma competição ciclística profissional de estrada por etapas disputada anualmente no Rio de Janeiro. É uma das maiores provas de ciclismo de estrada de América Latina.
O evento consiste em etapas que vão passando por várias cidades do estado, no mesmo estilo que outras competições importantes internacionais como o Tour de France e o Giro d'Italia.
A primeira edição foi disputada em 2000, porém não com o formato atual de etapas, e sim uma corrida de um dia. Foi na 2ª edição da prova, em 2002, que esta tornou-se uma corrida disputada em 5 etapas.
A edição de 2009 teve como principal cidade o município de Campos, sendo por isto chamada Volta Cíclistica Internacional de Campos. Além deste, a corrida teve outros nomes ao longo de sua história:
- Volta do Rio de Janeiro (2000)
- Giro do Rio (2002)
- Volta do Rio de Janeiro (2003-2007)
- Volta Cíclistica Internacional de Campos (2009)
- Tour do Rio (2010-)

Desde a criação dos Circuitos Continentais da UCI, a prova recebeu a categoria de 2.2, sendo parte do UCI America Tour.
O primeiro ano do Tour do Rio se deu em 2010. Os ciclistas percorreram 783 quilômetros passando por seis municípios do estado (Rio de Janeiro, Angra dos Reis, Volta Redonda, Três Rios, Nova Friburgo e Cabo Frio). A saída se dá na Praça do Ó, no Jardim Oceânico, Barra da Tijuca em direção ao sul carioca. O percurso é de cerca de 800 km.

## Vencedores
| Ano  | Vencedor           | Segundo lugar           | Terceiro lugar    |
| ---- | ------------------ | ----------------------- | ----------------- |
| 2000 | André Grizante     | Murilo Fischer          | Emile Abraham     |
| 2002 | Márcio May         | Murilo Fischer          | André Grizante    |
| 2003 | Herberth Gutiérrez | Jorge Humberto Martínez | Richard Rodríguez |
| 2004 | Márcio May         | Luiz Amorim Tavares     | Breno Sidoti      |
| 2007 | Matías Medici      | Pedro Nicácio           | Magno Nazaret     |
| 2009 | Breno Sidoti       | Renato Ruiz             | Luis Mansilla     |
| 2010 | Tomas Alberio      | Christopher Jones       | Mauricio Morandi  |
| 2011 | Juan Pablo Suárez  | Jaime Castañeda         | Eduard Beltrán    |
| 2012 | Kléber Ramos       | Alex Diniz              | Byron Guamá       |
| 2013 | Óscar Sevilla      | Gustavo Veloso          | Edwar Ortiz       |
| 2014 | Óscar Sevilla      | Gustavo Veloso          | Kleber Ramos      |
| 2015 | Gustavo Veloso     | Kleber Ramos            | Alex Diniz        |

## Etapas e Demais Classificações

### Vitórias de etapa
Desde 2010, 16 ciclistas alcançaram vitórias de etapa entre as 26 realizadas nessas 5 edições da prova, e 5 deles o fizeram mais de uma vez:
| Nome            | Vitórias |
| --------------- | -------- |
| Rafael Andriato | 5        |
| Aldo Ino Ilešič | 3        |
| Edgardo Simon   | 3        |
| Óscar Sevilla   | 2        |
| Tomas Alberio   | 2        |

| Demais vencedores de etapa | Demais vencedores de etapa |
| Nome                       | Vitórias                   |
| -------------------------- | -------------------------- |
| Sergio Casanova            | 1                          |
| Jorge Castiblanco          | 1                          |
| Magno Prado Nazaret        | 1                          |
| Gregory Panizo             | 1                          |
| Weimar Roldan              | 1                          |
| Eric Schildge              | 1                          |
| Kléber Ramos               | 1                          |
| Roberto Pinheiro           | 1                          |
| Juan Pablo Suárez          | 1                          |
| Cristian Clavero           | 1                          |
| José Rodrigues             | 1                          |

O maior número de vitórias de etapa em somente uma edição da prova é dois, sendo alcançado 3 vezes:
- Tomas Alberio (2010)
- Aldo Ino Ilešič (2010)
- Edgardo Simon (2012)

| Ano  | Vencedor            |
| ---- | ------------------- |
| 2010 | Tomas Alberio       |
| 2011 | Magno Prado Nazaret |
| 2012 | Edgardo Simon       |
| 2013 | Flávio Cardoso      |
| 2014 | Cristian Clavero    |

| Ano  | Vencedor            |
| ---- | ------------------- |
| 2010 | Lucas Onesco        |
| 2011 | Antônio Nascimento  |
| 2012 | Alex Diniz          |
| 2013 | João Marcelo Gaspar |
| 2014 | Kleber Ramos        |

| Ano  | Vencedor                     |
| ---- | ---------------------------- |
| 2010 | CESC - São Caetano - Cawamar |
| 2011 | EPM - UNE                    |
| 2012 | Real Cycling Team            |
| 2013 | EPM - UNE                    |
| 2014 | IRC - COLNER                 |

## Desafio Tour do Rio
O Desafio Tour do Rio é uma competição ciclística disputada no formato de uma prova de um dia. O objetivo principal da prova é servir como evento-teste preparatório para o Tour do Rio, e neste mister cumpre ainda a função de incentivar os ciclistas amadores a competir, permitindo sua participação em uma prova de nível dos atletas profissionais. Podem competir na prova as elites masculina e feminina do ciclismo nacional, além das categorias etárias, estreante, paradesportivo e mountain bike. Para as categorias elite, a prova dá pontos para o calendário nacional da CBC como uma prova de classe 4.
Organizada desde 2012, teve suas duas primeiras edições realizadas em Conservatória, Valença, com um percurso incluindo a Serra da Beleza. Em 2013, a elite masculina disputou em um percurso de 92,8 quilômetros, ao passo que as demais categorias disputaram em percursos de 80 ou 46 quilômetros. Essa edição reuniu quase 500 atletas entre 15 categorias e foram distribuídos R$ 22 mil reais de premiação. Em 2015, a prova foi disputada no município de Rio das Flores (RJ), em um percurso em ida e volta de aproximadamente 53 km, onde as categorias elite cumpriram duas voltas, totalizando 106 km de disputas.
O Desafio Tour do Rio também é frequentemente utilizado por algumas equipes como uma preparação para o evento principal. Em 2013, 4 das 10 equipes nacionais que participaram do Tour do Rio estiveram presentes no Desafio Tour do Rio. O vencedor dessa edição foi Kléber Ramos, vencedor geral do Tour do Rio 2012. Ele se desgarrou dos demais a 30 quilômetros do fim e ficou sozinho na liderança por alguns quilômetros, até que foi alcançado por Antoelson Dornelles. Os dois lideraram até a chegada e, no sprint, Ramos levou a vitória, completando a prova em 2 horas e 21 minutos.

### Vencedores

#### Masculino
| Ano  | Vencedor        | Segundo lugar       | Terceiro lugar   |
| ---- | --------------- | ------------------- | ---------------- |
| 2012 | Leonardo Vieira | Thiago Nardin       | Tiego Gasparotto |
| 2013 | Kléber Ramos    | Antoelson Dornelles | Cleberson Weber  |
| 2015 | Alex Arseno     | Armando Costa       | Raphael Mendes   |

#### Feminino
| Ano  | Vencedor          | Segundo lugar     | Terceiro lugar       |
| ---- | ----------------- | ----------------- | -------------------- |
| 2012 | Valquíria Pardial | Fernanda Souza    | Luciene Ferreira     |
| 2013 | Luciene Ferreira  | Valquíria Pardial | Nathália de Oliveira |
| 2015 | Ana Polegatch     | Roberta Stopa     | Ana Casetta          |

#### Mountain Bike
| Ano  | Vencedor      | Segundo lugar     | Terceiro lugar    |
| ---- | ------------- | ----------------- | ----------------- |
| 2012 | Claudio Souza | Luiz Azevedo      | Ricardo Macedo    |
| 2013 | Rafael Silva  | Pacifico Delai    | Aleksander Gravel |
| 2015 | Jorge Pasin   | Marcelo Gonçalves | Diego Dardes      |